# Marvel 1602
1602 es una miniserie de 8 números, publicada por Marvel Comics en 2003. Escrita por Neil Gaiman e ilustrada por Andy Kubert con portadas a cargo de Scott Mckowen, está ambientada en un Universo Marvel que ha surgido cuatrocientos años antes que el tradicional, desarrollándose la mayor parte de la historia en la Inglaterra del Siglo XVII. La serie mezcla los personajes de Marvel con elementos y acontecimientos históricos. 

## Historia
Marzo de 1602. Una serie de catástrofes (tormentas, terremotos y cielos teñidos de rojo) azotan Europa desde hace una semana. Preocupada, la reina Isabel I de Inglaterra llama a su jefe de espionaje, Nicholas Furia, y al médico de la corte, Stephen Strange, para encargarles que encuentren algún remedio contra lo que parece el Apocalipsis. Strange propone un misterioso artefacto, que fue guardado por los templarios y ahora está siendo trasladado desde Jerusalén para que lo proteja él.
Furia encarga a su agente Matthew Murdoch que vaya al encuentro del Anciano templario en Trieste. Furia, acompañado por su joven ayudante Peter Parquagh, es atacado por un agente del conde Otto Von Muerte, que fracasa y es encarcelado. Peter recibe la tarea de acompañar a la corte a Virginia Dare (la primera inglesa nacida en América), y al nativo Rojhaz que la protege, que vienen a pedir ayuda a la reina para la colonia de Roanoke. Mientras tanto, el Gran Inquisidor Enrique planeaba una alianza con el rey Jacobo VI de Escocia. Furia fue a pedir consejo a Carlos Javier, que tenía una escuela formada por brujos de nacimiento, a la que se acababa de agregar Werner, rescatado de la sede de la Inquisición en Domdaniel.
Carlos Javier le dijo que había otros dos como el hombre que lo atacó, y que sus objetivos eran Virginia y la reina. En el momento en que Virginia Dare comparecía ante la reina, fue atacada por un hombre buitre. Pero la joven se convirtió en un grifo, acabando con su atacante. Fue capturada por Rojhaz y Extraño, que la llevó a su casa de Greenwich para que se recuperara. Extraño piensa que ella tiene que ver con los desastres que están ocurriendo. Entonces, la reina muere asesinada por un aparato que la envenena, regalo del conde Otto Von Muerte "El guapo". Jacobo VI sube al trono inglés, y su primera orden es que Furia acabe con los brujos de Carlos Javier. Cerca de Trieste, Murdoch y el Anciano son traicionados por la agente doble Natasha Romanova, que los lleva presos a Latveria.
Los nacidos brujos se rindieron a las tropas reales, y fueron encarcelados. Pero Furia traicionó a su rey, y partió junto a los presos en un barco volante (gracias a los poderes combinados de Carlos Javier y John Grey) a Latveria, donde según Extraño, Sir Richard Reed estaba cautivo. El doctor viajó astralmente a la Luna, donde Uatu el Vigilante le contó lo que sucedía: el universo estaba llegando a su fin debido a la presencia de un ser del futuro; pero el no podría contar esto vivo.
El barco volante llegó al castillo de Von Muerte, donde sufrieron el ataque de los hombres buitre y los artilleros del conde. Aprovechando el caos, el capitán Benjamín Grimm logra romper sus cadenas y las de Murdoch y las de Susana Storm, prometida de Reed. Susana libera a su hermano Jonathan y a Reed y atacan a Muerte. Murdoch y el Anciano llegan hasta el arma de Jerusalén, un cayado que convierte a este último en el dios Thor. Thor fulmina al conde con un rayo, dejando su cara desfigurada. Thor lleva de vuelta el barco a Inglaterra, con Furia, los nacidosbrujos y los tripulantes del Fantastick a bordo.
En Domdaniel, el Gran Inquisidor y sus ayudantes Wanda y Petros son llevados a la hoguera por haber matado a un enviado del Vaticano; pero los poderes del Gran Inquisidor los libera. En el barco, Jean Grey muere. A su vez, Extraño es decapitado por el rey Jacobo, acusado de traidor y de ser mago. La cabeza del doctor le cuenta a su esposa Clea lo que le contó el Vigilante, tras lo cual embarcó rumbo a América junto a Virginia y Rojhaz. Ella descubrió que la anomalía temporal era Rojhaz quien era en realidad el Capitán América, exiliado al pasado por enfrentarse contra un gobierno tiránico de los Estados Unidos liderado por un presidente vitalicio. Los demás héroes llegaron a Roanoke, seguidos por Peter, enviado por Jacobo para matar a Furia; y el Gran Inquisidor con sus hijos. 
El barco del Inquisidor es congelado por un nacido brujo, Roberto Trefusis. Los héroes comienzan la búsqueda del agujero temporal que le dio a Virginia sus poderes cambiantes. Mientras, Furia mata a los hombres que había enviado Jacobo, excepto a Peter y al consejero real David Banner. Encontraron la grieta, y con ayuda de los poderes del inquisidor y de Thor, hacen que el Capitán América regrese al futuro, junto a Furia.
La historia se rehace, los héroes surgen en el siglo XX, la colonia de Roanoke muere en su primer invierno. Pero el universo anterior es encerrado en el corazón de Uatu, y el Vigilante ve cómo David Banner se convierte en Hulk debido a la grieta temporal, y Peter es picado por una araña contaminada por lo mismo.

## Personajes
- Sir Nicholas Furia, espía de la reina Isabel I de Inglaterra, equivalente a Nick Furia. Ocupa históricamente la figura de Sir Francis Walsingham.
- Stephen Extraño, médico y mago de la corte, equivalente al Doctor Extraño. Ocupa la figura del astrólogo y matemático John Dee.
- Matthew Murdoch, agente de Furia, equivalente a Matt Murdock (Daredevil).
- Peter Parquagh, ayudante de Furia, equivalente a Peter Parker (Spider-Man). Asesinado por Morlun en Spider-Verse
- Carlos Javier, líder de los nacidosbrujos, equivalente a Charles Xavier (Profesor X).
- El Gran Inquisidor, que equivale a Magneto.
- Los nacidosbrujos, como se designa a los mutantes, equivale a los X-Men : Jean Grey (La Chica Maravillosa), Scottius (Cíclope), Henry McCoy (Bestia) Robert Louis "Bobby" Drake(Hombre de hielo), Ángel (Ángel).
- Los Cuatro del Fantastick que evidentemente son Los Cuatro Fantásticos. Sus poderes se aluden a las innumerables leyendas y mitos sobre el Mar de los Sargazos.
- El conde Otto Von Muerte, el Doctor Muerte de 1602.
- Natasha, conocida como la Viuda Negra.
- David Banner, consejero del rey Jacobo VI, el actual Bruce Banner (Hulk).
- El Anciano, es Donald Blake, la identidad mortal de Thor.
- Rojhaz, el guardaespaldas nativo de Virginia Dare, es el actual Capitán América. En un principio se presenta como indígena mestizo de colonos galeses, aludiendo al libro "The history of Cambria" de David Powell.

## Secuelas
Debido al gran éxito de ventas, Marvel ha publicado tres secuelas:
- 1602: Un nuevo mundo: Guionizada por Greg Pak y dibujada por Greg Tocchini. Está protagonizada por Peter Parquagh, ya convertido en Spider-Man, Banner transformado en Hulk y Lord Iron equivalente de Iron Man. También aparecen Norman Osborn y Jim Rhodes
- 1602: Fantastick Four: Escrita por Peter David e ilustrada por Pascal Alixe. Está centrada en Los Cuatro del Fantastick, con el regreso del conde Von Muerte y la aparición de Numenor, equivalente de Namor.

- Spider-Man: 1602: Escrita por Jeff Parker e ilustrada por Ramón Rosanas. Su historia, ambientada dos años después de lo acontecido en nuevo mundo, se centra en Peter Parquagh y su noviazgo con Virginia Dare, ambos ahora con 17 años. Aparecen villanos como Lizard, Bullseye y el Baron Octopus, equivalente del Doctor Octopus, así como su colega Henry Le'Pym.

### Spider-Verse
Al comienzo del evento de Spider-Verse, Morlun arriva a este universo e interrumpe un acto de este Spider-Man y Marionn Watstone (equivalente de Mary Jane Watson) de ese universo y Morlun pelea con Peter, quien no tiene ninguna oportunidad contra él siendo empalado con una viga de madera por la espalda, tras consumir su esencia, Morlun se retira a otra dimensión para continuar con su cacería y dando pie a todo lo que sucede en el evento con los Spider-Man de otras realidades paralelas en el multiverso marvel.

## En otros medios

### Televisión
- La realidad de Marvel 1602 aparece en el episodio de The Super Hero Squad Show, "1602! (Six Against Infinity, Part 6)".
- El creador de Marvel 1602, Neil Gaiman, declaró que presentó la idea de una adaptación de acción real de la serie a Marvel Television, solo para ser rechazada. Además, el productor de Marvel Studios, Kevin Feige, también declaró que está interesado en una serie de Marvel 1602 junto con Earth X, pero señaló que debe haber una audiencia incorporada para ello.[1]
- La realidad de Marvel 1602 aparece en la segunda temporada de What If...? (2023).[2]El universo aparece principalmente en el episodio "What If... the Avengers Assembled in 1602?", que se produjo sin la participación de Neil Gaiman.[3]

### Videojuegos
- Spider-Man 1602 aparece como un skin desbloqueable en Spider-Man: Shattered Dimensions.
- Spider-Man 1602 aparece como personaje jugable en Spider-Man Unlimited.